# Castore di Rodi
Castore di Rodi (in greco antico: Κάστωρ ὁ Ῥόδιος?; Rodi, metà I secolo a.C. – dopo il 41 a.C.) è stato uno storico greco antico.

## Biografia
Di origine gallica o di Marsiglia, secondo la Suda, Castore visse a Rodi e sposò la figlia di Deiotaro, tetrarca di Galazia, in tal modo situandolo nella seconda metà del I secolo a.C. Deiotaro, poi, mise sia Castore che sua moglie a morte perché Castore aveva portato accuse contro di lui davanti a Cesare - evidentemente, alludendo alla causa in cui Cicerone difese Deiotaro.

## Opere
Autore di Elenco dei re di Babilonia e delle talassocrazie (᾽Αναγραφὴν Βαβυλῶνος καὶ τῶν θαλασσοκρατησάντων) in due libri, di cui non restano frammenti, ma ricordato dalla Suda e, soprattutto, di Cronache (Χρονικὰ ἀγνοήματα), in 6 libri, ampiamente utilizzate da Eusebio di Cesarea e, tramite lui, da Giorgio Sincello, che ne preservano ben 7 frammenti sui 20 pervenuti. Si trattava di una cronologia universale che, partendo dai tempi mitici, giungeva quantomeno fino al 61 a.C. La sua cronologia, di tipo ellenocentrico, tentava di ripristinare la parità, se non la superiorità, della Grecia con l'Orienteː Castore, in effetti, ignora del tutto la storia di Manetone e dell'Egitto, preferendo giostrare sulla comparazione tra sovrani assiri e re di Argo.
Opera di tipo erudito, infine, era Sul Nilo (Περὶ τοῦ Νείλου).
La Suda ricorda, inoltre, titoli che ricondurrebbero ad una sua possibile - anche se dubbia, sussistendo l'ipotesi di un omonimo - attività di retore ed insegnante, probabilmente proprio nell'ambito della scuola rodiaː Sulle dimostrazioni (Περὶ ἐπιχειρημάτων) in 5 libri, Sulla persuasione (Περὶ Πειθοῦς) in 2 libri, Arte retorica .